# Rhipidia (Rhipidia) longispina
Rhipidia (Rhipidia) longispina is een tweevleugelige uit de familie steltmuggen (Limoniidae). De soort komt voor in het Neotropisch gebied.